# Блессинг, Латиф
Латиф Атта Блессинг (англ. Latif Atta Blessing; род. 30 декабря 1996, Аккра, Гана) — ганский футболист, полузащитник клуба «Хьюстон Динамо».

## Клубная карьера
Блессинг начал карьеру на родине в клубе «Либерти Профешионалс». 21 февраля 2016 года в матче против «Бечем Юнайтед» он дебютировал в чемпионате Ганы. 28 февраля в поединке против «Интер Алайз» Латиф забил свой первый гол за «Либерти Профешионалс». 27 июля в матче против «Хасаакаса» он сделал хет-трик. Забив 14 мячей, Латиф стал лучшим бомбардиром в своём дебютном сезоне.
9 января 2017 года Блессинг перешёл в клуб MLS «Спортинг Канзас-Сити», подписав контракт до конца сезона 2019 с опцией продления на сезон 2020. В высшей лиге США он дебютировал 11 марта в матче стартового тура сезона 2017 против «Далласа», выйдя на замену во втором тайме вместо Джимми Медранды. 24 марта Блессинг был заявлен в «Своуп Парк Рейнджерс», фарм-клуб «Спортинга КС» в USL, на матч следующего дня против «ОКС Энерджи», в котором забил гол. 13 мая в поединке против «Орландо Сити» он сделал «дубль», забив свои первые голы за «Спортинг КС». Блессинг помог «Спортингу Канзас-Сити» выиграть Открытый кубок США 2017, забив гол в финале турнира против «Нью-Йорк Ред Буллз» 20 сентября. В ноябре Блессинг получил грин-карту и в MLS перестал считаться иностранным игроком.
12 декабря 2017 года ФК «Лос-Анджелес» выбрал Блессинга на драфте расширения MLS. 4 марта 2018 года он сыграл в матче стартового тура сезона против «Сиэтл Саундерс», ставшем для «Лос-Анджелеса» дебютом в MLS. 10 марта в матче против «Реал Солт-Лейк» он забил свой первый гол за «Лос-Анджелес». 24 июня 2019 года «Лос-Анджелес» активировал опцию продления контракта с Блессингом на сезон 2020. 5 августа Блессинг подписал с «Лос-Анджелесом» новый многолетний контракт до конца сезона 2022.
3 января 2023 года Блессинг был приобретён «Нью-Инглэнд Революшн» за 400 тыс. долларов в гарантированных общих распределительных средствах. «Лос-Анджелес» может дополнительно получить до 300 тыс. долларов в условных общих распределительных средствах. 18 января Блессинг подписал с «Нью-Инглэнд Революшн» новый двухлетний контракт до конца сезона 2024 с опцией продления на сезон 2025. За «Революшн» он дебютировал 4 марта в матче против «Хьюстон Динамо», отметившись голевой передачей.
13 июля 2023 года «Нью-Инглэнд Революшн» обменял Блессинга с местом иностранного игрока канадскому «Торонто» на Марк-Энтони Кея. За «Торонто» он дебютировал 15 июля в матче против «Чикаго Файр», заменив во втором тайме Диандре Керра.
14 марта 2024 года Блессинг был продан в «Хьюстон Динамо» за 75 тыс. долларов в общих распределительных средствах с возможной доплатой ещё 200 тыс. в зависимости от достижения им определённых показателей. За «Динамо» он дебютировал 23 марта в матче против «Колорадо Рэпидз», заменив в конце второго тайма Бруклина Рейнза.

## Международная карьера
Блессинг был включён в предварительную заявку сборной Ганы на Кубок африканских наций 2017, но не попал в окончательный состав.

## Достижения
Командные
«Спортинг Канзас-Сити»
- Обладатель Открытого кубка США: 2017

«Лос-Анджелес»
- Чемпион MLS (обладатель Кубка MLS): 2022
- Победитель регулярного чемпионата MLS: 2019, 2022

Индивидуальные
- Лучший бомбардир чемпионата Ганы: 2016 (14 голов)